# Adsorption à température modulée
L'adsorption à température modulée (ATM) (temperature swing adsorption, TSA, en anglais) est un procédé de séparation de mélanges gazeux au cours duquel ont lieu alternativement l’adsorption d’un gaz par un solide ou un liquide à une température donnée, puis sa désorption à une température plus élevée.

## Procédé
L'adsorption à température modulée utilise la dépendance de l'adsorption à la température. L'adsorbant est chargé du composé à séparer et est largement débarrassé de ce composé dans une étape ultérieure au moyen de l'introduction d'énergie thermique. Pour le fonctionnement continu d'un système d'adsorption à température modulée, au moins deux adsorbants sont nécessaires ; l'un étant chargé et l'autre étant désorbé. Pour le chauffage, de la vapeur d'eau ou de l'azote chaud sont généralement utilisés.

## Comparaison
Contrairement à l'adsorption à pression modulée, l'adsorption à température modulée nécessite une énergie thermique, qui est moins coûteuse que l'énergie mécanique. Elle peut également être utilisée dans des systèmes de matériaux avec des enthalpies d'adsorption élevées. Les temps de cycle sont généralement de plusieurs heures.

## Utilisations
L'adsorption à température modulée est de préférence utilisée pour éliminer des composés à faible concentration avec des enthalpies d'adsorption élevées. Cette technique est utilisée par exemple pour le séchage des gaz, l'élimination des composés soufrés contenus dans le gaz naturel ou la récupération de solvant.